# Nino Tirinnanzi
Nino Tirinnanzi (Greve in Chianti, 11 agosto 1923 – Greve in Chianti, 9 dicembre 2002) è stato un pittore italiano.

## Biografia
Ebbe come insegnante Domenico Giuliotti. In seguito si iscrisse all'Istituto d'Arte di Firenze, che lasciò nel 1936 dopo aver conosciuto Ottone Rosai, di cui divenne allievo e grazie al quale fu introdotto nell'ambiente artistico e culturale delle Giubbe Rosse. Qui ebbe modo di conoscere e frequentare Eugenio Montale, Mario Luzi, Elio Vittorini, Vasco Pratolini, Alessandro Parronchi e Piero Bigongiari.
Come pittore espose per la prima volta nel 1947 alla galleria d'arte Il Fiore. Nel 1951 venne invitato alla Biennale di Venezia e in seguito alla Quadriennale di Roma. Nel 1953 gli fu assegnato il premio Olivetti nella 5º edizione del Premio di pittura Golfo della Spezia. Nel 1954 a Milano si tenne una sua personale introdotta da un saggio di Pier Carlo Santini. Nel 2006, in occasione dei 40 anni di carriera, ha tenuto una sua personale nella sala d'armi di Palazzo Vecchio.
Il suo stile pittorico, influenzato dal Rosai, si caratterizza per il disegno delicato, per la tranquillità delle composizioni e il colore inondato di luce poetica.
Le sue opere si trovano esposte in numerose raccolte d'arte pubbliche e private in Italia e fuori.